# Rafael Feduch y Garrido
Rafael Feduch y Garrido fue un marino español nacido en Cádiz en 1822 y fallecido en Madrid en 1902. En 1881 fue ascendido a contraalmirante. Entre sus condecoraciones destacan la Cruz de Primera Clase de San Fernando y la Gran Cruz del Mérito Naval.